# Municipio de Stafford
Stafford es un distrito no metropolitano con el estatus de municipio, ubicado en el condado de Staffordshire (Inglaterra). Fue constituido el 1 de abril de 1974 bajo la Ley de Gobierno Local de 1972 como una fusión del antiguo municipio de Stafford, el distrito urbano de Stone, y los distritos rurales de Stafford y Stone.

## Geografía
Según la Oficina Nacional de Estadística británica, Stafford tiene una superficie de 598,17 km².

## Demografía
Según el censo de 2001, Stafford tenía 120 670 habitantes (49,52 % varones, 50,48 % mujeres) y una densidad de población de 201,73 hab/km². El 18,38 % eran menores de 16 años, el 73,75 % tenían entre 16 y 74, y el 7,87 % eran mayores de 74. La media de edad era de 40,45 años. 
Según su grupo étnico, el 97,42 % de los habitantes eran blancos, el 0,83 % mestizos, el 0,97 % asiáticos, el 0,48 % negros, el 0,19 % chinos, y el 0,11 % de cualquier otro. La mayor parte (96,07 %) eran originarios del Reino Unido. El resto de países europeos englobaban al 1,87 % de la población, mientras que el 0,45 % había nacido en África, el 1,07 % en Asia, el 0,34 % en América del Norte, el 0,05 % en América del Sur, el 0,13 % en Oceanía, y el 0,03 % en cualquier otro lugar. El cristianismo era profesado por el 79,91 %, el budismo por el 0,12 %, el hinduismo por el 0,25 %, el judaísmo por el 0,08 %, el islam por el 0,42 %, el sijismo por el 0,29 %, y cualquier otra religión por el 0,23 %. El 12,08 % no eran religiosos y el 6,62 % no marcaron ninguna opción en el censo.
El 38,98 % de los habitantes estaban solteros, el 46,29 % casados, el 1,71 % separados, el 6,31 % divorciados y el 6,71 % viudos. Había 50 025 hogares con residentes, de los cuales el 26,06 % estaban habitados por una sola persona, el 8,32 % por padres solteros con o sin hijos dependientes, el 63,52 % por parejas (54,99 % casadas, 8,53 % sin casar) con o sin hijos dependientes, y el 2,1 % por múltiples personas. Además, había 1484 hogares sin ocupar y 93 eran alojamientos vacacionales o segundas residencias.	